# Bezrobocie neoklasyczne
Bezrobocie neoklasyczne – rodzaj bezrobocia, którego przyczyną jest nieelastyczny rynek, który powoduje, że płace są nieelastyczne w długim okresie. Niska elastyczność oznacza, że płace nie dostosowują się do zmian warunków rynkowych i w ten sposób nie zapewniają równowagi popytu i podaży. Bezrobocie to występuje także w przypadku, gdy proponowana płaca jest zbliżona do płacy minimalnej.